# Мойсцрапишвили, Георгий
Гео́ргий Мойсцрапишви́ли (груз. გიორგი მოისწრაფიშვილი; род. 29 сентября 2001, Поти, Самегрело — Земо-Сванети) — грузинский футболист, полузащитник.

## Клубная карьера
Мамагеишвили — воспитанник тбилисского «Динамо». Летом 2020 года на правах аренды стал игроком клуба «Телави». 25 июля в матче против тбилисского «Локомотива» он дебютировал в Эровнули лиге. 3 ноября в поединке против «Чухура» Георгий забил дебютный гол за новый клуб.
Зимой 2021 года стал игроком основного состава тбилисского «Динамо». 27 февраля в матче против «Самгурали» он провёл первый матч за тбилисский клуб. 24 сентября в поединке против «Самтредиа» Мойсцрапишвили забил первый гол за «Динамо».
Осенью 2023 года был арендован бельгийским клубом «Васланд-Беверен». 24 сентября в матче против «Льежа» Георгий дебютировал за новый клуб.

## Международная карьера
В 2023 году в составе молодёжной сборной Грузии Мойсцрапишвили принял участие в молодёжном чемпионате Европы. На турнире он сыграл в матчах против Португалии, Бельгии и и четвертьфинале против Израиля.